# Jean Ernest Ducos de La Hitte
Pour les articles homonymes, voir Cos, Ducos, La Hitte, Lahitte et Hitte.
Jean Ernest du Cos de La Hitte, né le 5 septembre 1789, à Bessières (Haute-Garonne) et décédé le 22 septembre 1878 à Gragnague (Haute-Garonne), est un général et un homme politique français qui fut ministre des Affaires étrangères du 17 novembre 1849 au 9 janvier 1851 dans le Gouvernement Hautpoul puis sénateur du Second Empire. Il favorisa par ailleurs la modernisation de l'artillerie en France par la réforme La Hitte (1858).

## Biographie
Jean-Ernest du Cos de La Hitte est issu d'une famille noble de Gascogne,, connue depuis le XIe siècle. Elle possédait, avant la Révolution française, les titres de comte et vicomte de La Hitte et de Montaut, premiers barons de Fezensac et d'Armagnac donné plusieurs gentilshommes ordinaires de la chambre du roi, des gouverneurs de place ainsi que des « officiers distingués ».

### Carrière militaire
Après de bonnes études, il entre à l'École polytechnique (X1807). Passé en 1809 à l'École d'application de l'artillerie et du génie de Metz en qualité d'élève sous-lieutenant, ses travaux préliminaires ont tellement attiré l'attention qu'ils lui furent plus tard comptés comme années de service effectif.
Le 1er octobre 1810, il sort de l'École, admis comme lieutenant en second au 8e régiment d'artillerie à pied.
Il fait avec distinction les dernières campagnes de l'Empire en Espagne. Là « son courage » lui vaut successivement le grade de lieutenant en premier et de capitaine en second à l'état-major d'artillerie. Tour à tour aide de camp des généraux Boucher et Berge, c'est avec ce dernier qu'il retourne en France lorsque le territoire national menacé oblige Napoléon à rappeler tous ses corps d'élite autour de lui. Ducos est alors promu au grade de capitaine en premier au 3e régiment d'artillerie.
On sait que le général Berge fut au nombre de ceux qui crurent devoir adhérer à la restauration des Bourbons. Le capitaine La Hitte suit à ce moment-là l'impulsion de son général mais, au retour de l'île d'Elbe, le jeune officier est destitué le (1er avril 1815). Le 26 juillet de la même année, il est réintégré dans son grade, et continue ses fonctions d'aide-de-camp auprès de son ancien général. Il fait alors partie de l'« armée de France et de Belgique », sous les ordres du duc d'Angoulême.
Le 12 juillet 1815, il reçoit la croix d'officier de la Légion d'honneur et passe, un mois plus tard, chef de bataillon à l'état-major-général de l'artillerie. Le commandant La Hitte par ses services rendus, « mérite l'attention des princes de la famille royale, qui désirent s'attacher de plus en plus ce militaire éminent ». Le 20 septembre 1815, il est nommé capitaine dans l'artillerie à cheval de la Garde royale. Le 9 avril 1819 puis chef d'escadron de ce corps d'élite, grade qui lui donne rang de lieutenant-colonel.
En avril 1823, il fait la campagne d'Espagne comme lieutenant-colonel à l'état-major d'artillerie des 1er, 2e et 3e corps de l'armée des Pyrénées et se distingue en plusieurs rencontres. Aide de camp du « Dauphin » (Louis de France (1775-1844), duc d'Angoulême), promu colonel au corps d'artillerie, le 6 juillet 1823, c'est Ducos de La Hitte qui commande l'artillerie au siège du Trocadéro, le 31 août 1823, contribuant ainsi puissamment à la reddition de cette place importante.
« Bientôt la Grèce appelle l'Europe dans une généreuse croisade ». Le colonel de La Hitte sollicite l'honneur de faire partie de l'armée et, le 24 juillet 1828, prend part à l'expédition de Morée comme commandant en chef de l'artillerie. « Son habile direction, son courage intrépide contribuant à nos triomphes, le grade de maréchal de camp est, le 22 février 1829, le prix de ses glorieux efforts. »
Rentré en France, le duc d'Angoulême l'attache à sa maison militaire, en qualité d'aide de camp. Ducos intègre alors le comité d'artillerie dont il devient un des membres les plus influents. Le coup d'éventail d'Hussein Dey, dey d'Alger donne l'occasion à la France d'organiser l'expédition d'Alger (1830) dont le général de La Hitte prend le commandement de l'artillerie sous les ordres du lieutenant-général de Bourmont. Les rapports de ce dernier attestent que « c'est grâce à l'habileté avec laquelle le général La Hitte dirige nos batteries que le succès de la journée du 19 juin (bataille de Staouëli) scelle le sort du dey d'Alger » dès le 5 juillet suivant, au lendemain de la brèche de Fort l'Empereur.
La révolution de Juillet 1830 interrompt momentanément sa carrière car la monarchie de Juillet se montre soupçonneuse et défiante envers M. de La Hitte. Le 27 janvier 1831, il est mis en disponibilité, et, le 23 mai 1832, est admis dans le cadre de réverve de l'état-major général. Le roi des Français Louis-Philippe Ier « répare cette injustice » le 26 mars 1838 en le rappelant à l'activité et en le nommant le 28 mars suivant commandant de l'école d'artillerie de Besançon.
Le 29 octobre 1839, il repart en Algérie prendre son poste de commandant supérieur de l'artillerie malgré le décès très récent de son épouse. Après s'être distingué aux combats de Mouzaïa et de Médéah, cité plusieurs fois pour sa belle conduite dans les rapports du maréchal Valée, le Gouvernement de Juillet le récompense par le grade de lieutenant-général dont il reçoit le brevet le 21 juin 1840.
M. de La Hitte rentre en France au début de novembre 1840 et « se livre alors à des travaux plus calmes dans lesquels il montre une haute capacité administrative ». C'est ainsi qu'il est appelé à plusieurs inspections, dont « les importants résultats liés à ses antécédents illustres », lui valent, le 27 avril 1846, la croix de grand officier de la Légion d'honneur. Président du comité d'artillerie et directeur du dépôt central de cette arme en 1846, il est chargé de surveiller les armements du littoral continental de la République et de l'île de Coye[Où ?][réf. à confirmer].

### Carrière politique
Mis à la retraite d'office par un décret du gouvernement provisoire (1848), le général de La Hitte, dont les sentiments antirépublicains étaient bien connus, se rallie aussitôt au parti de Louis-Napoléon Bonaparte.
Le 13 novembre 1849, Bonaparte, président de la République française, charge M. le lieutenant-général de La Hitte d'aller représenter la France à Berlin; or M. de Rayneval n'ayant pas accepté le ministère des Affaires étrangères qui lui avait été offert le 31 octobre, M. de La Hitte - qui n'avait encore eu « aucune situation parlementaire » - est choisi par lui comme ministre des Affaires étrangères et prend sa place dans le Conseil des ministres, le 17 novembre, avant de s'être rendu à son poste.
« On sait que c'est sous son administration que le Pape, alors réfugié à Gaète, est rentré à Rome, et quand l'Angleterre voulut forcer la Grèce à subir ses injustes prétentions, M. de La Hitte n'hésita pas à rappeler de Londres notre ambassadeur. Ce coup de vigueur dut en imposer au cabinet britannique, car peu de temps après, satisfaction nous était donnée, et le traité de Londres remplaçait celui d'Athènes. »
Ayant donné sa démission de ministre des Affaires étrangères « pour ne pas encourir la responsabilité de la révocation du général Changarnier que le chef du pouvoir exécutif avait irrévocablement décidée », M. de La Hitte est remplacé, le 9 janvier 1851, par M. Drouin de Lhuys.
Le général de La Hitte fait une première tentative parlementaire infructueuse à Paris, lors des élections partielles du 10 mars 1850, pour entrer à l'Assemblée législative, mais est plus heureux, le 3 novembre de la même année, et devient représentant du Nord, en remplacement de M. Wallon, démissionnaire.
Il ne conserve son siège que peu de temps : le général de La Hitte n'ayant accepté la vie parlementaire que comme conséquence de sa position de ministre et par dévouement pour la chose publique. En mai 1851, il donne sa démission de représentant et est nommé, le jour même de sa démission, inspecteur général du 1er arrondissement d'artillerie; un mois après, il devient également inspecteur général de l'École polytechnique.
La Hitte adhère au coup d'État du 2 décembre 1851, fait partie de la Commission consultative et par décret impérial du 26 janvier 1852, est appelé au Sénat.
Il cautionne par sa présence, le 4 avril 1856, la fondation par Augustin Louis Cauchy et Charles Lenormant de L'Œuvre des Écoles d'Orient, plus connue actuellement sous le nom de L’Œuvre d’Orient. Il est même membre de son 1er Conseil général du 25 avril de la même année.
Grand-croix de la Légion d'honneur depuis le 10 août 1853, il siège pendant toute la durée du Second Empire parmi les partisans fidèles du gouvernement de Napoléon III et rentre dans sa vie privée le 4 septembre 1870.

### Système La Hitte
En 1858, il joue un rôle de premier plan dans l'adoption des obusiers à canon rayé pour l'armée française, en assurant la promotion des idées du lieutenant-colonel Treuille de Beaulieu auprès de l'État-Major:
« Il serait injuste d'omettre à cette occasion le nom du général La Hitte, qui a immédiatement pris en charge la promotion des nouveaux principes, et a continué d’assurer leur exécution avec la plus grande compétence. C'est principalement à son adhésion indéfectible à ces principes, et à l'unité complète du système qui en résulte, qu'on doit attribuer le succès de la nouvelle arme »
— Lieutenant-colonel Treuille de Beaulieu,  Rapport de l’Exposition universelle de 1862
Les nouveaux canons, formant ce qu'on appela désormais le Système Lahitte, entrent en service dès la campagne d'Italie (1859).
S'il rend le dernier soupir le 22 septembre 1878 chez l'aînée de ses petits-enfants, son décès est enregistré officiellement plus tard à Bessières (Haute-Garonne) dont le cimetière abrite sa sépulture. Il y était né dans une maison appartenant à la famille de sa mère (à proximité du château de Conques à Buzet sur Tarn dont son frère aîné, le comte Édouard de La Hitte, héritera et qui sera revendu en 1850); lui-même acquiert en 1827 une propriété toute proche qu'il transforme et renomme "Castelrives" - avec le moulin attenant - dans laquelle il reçoit Abd el-Kader vers 1851.
Son arrière-petit-fils Paul de La Hitte, également officier général, lui a consacré en 1977 une biographie.

## État de service
- Aide de camp de Son Altesse Royale Monseigneur le duc d'Angoulême (4 avril 1823 - 28 octobre 1829) ;
- Maréchal de camp (22 février 1829) ;
- Membre du Comité d'artillerie (28 octobre 1829 - 30 mars 1830) ;
- Commandant de l'artillerie de l'expédition d'Afrique (30 mars 1830 - 27 janvier 1831) ;
- Mis en disponibilité (27 janvier 1831 - 25 mai 1832) ;
- Placé dans la section de réserve (25 mai 1832) ;
- Réactivé et mis en disponibilité (26 mai 1838 - 28 mai 1838) ;
- Commandant de l'école d'artillerie de Besançon (28 mai 1838 - 10 octobre 1839 ) ;
- Commandant supérieur de l'Artillerie en Algérie (29 octobre 1839 - 2 novembre 1840) ;
- « Lieutenant général » puis « général de division » (21 juin 1840) ;
- Membre du Comité d'artillerie (21 juin 1840 - 17 novembre 1849) ;
- Inspecteur général du 4e arrondissement  d'artillerie (13 juin 1841 - 31 décembre 1845) ;
- Inspecteur général du 2e arrondissement d'artillerie (7 mai 1846 - 31 décembre 1846) ;
- Inspecteur général du 1er arrondissement d'artillerie (13 juin 1847 - 31 décembre 1847) ;
- Président du Comité d'artillerie et directeur du dépôt central de l'artillerie (30 avril 1848 - 17 novembre 1849) ;
- Inspecteur général du 1er arrondissement d'artillerie (8 juin 1849 - 17 novembre 1849) ;
- Inspecteur général du 1er arrondissement d'artillerie (24 mai 1851 - 31 décembre 1852) ;
- Président du Comité d'artillerie (8 juillet 1851 - 1er janvier 1864) ;
- Placé « hors cadres » (24 février 1852) ;
- Inspecteur général du 6e arrondissement d'artillerie (24 mars 1853 - 31 décembre 1853) ;
- Inspecteur général du 2e arrondissement d'artillerie (5 septembre 1854 - 31 décembre 1854) ;
- Replacé dans la section de réserve (5 septembre 1854) ;
- Inspecteur général du 1er arrondissement d'artillerie (27 juin 1855 - 31 décembre 1863).

## Distinctions
|  |                                              |  |  |
|  | Ordre de Charles III d'Espagne (grand-croix) |  |  |

- Légion d'honneur :
  - Légionnaire (14 février 1815), puis,
  - Officier (12 juillet 1815), puis,
  - Commandeur (24 décembre 1823), puis,
  - Grand officier (27 avril 1846), puis,
  - Grand-croix de la Légion d'honneur (10 août 1853) ;
- Médaille militaire (13 juin 1852) ;
- Chevalier de Saint-Louis (10 avril 1823) ;
- Médaille de Sainte-Hélène ; (1857)
- Grand-croix de l'ordre de Pie IX ;
- Grand-croix de l'ordre de Charles III d'Espagne ;
- Grand-croix de l'ordre des Saints-Maurice-et-Lazare.

## Ascendance et postérité
Jean Ernest du Cos de La Hitte est le fils cadet de Jean Benoît du Cos (1746-1793) « vicomte de La Hitte » et d'Alexandrine de Gineste (1761-1815).
- Il épouse à Paris, au Palais des Tuileries, le 16 février 1822, Jane Cecilia Cotter (en)[16] (1er août 1800, Londres - 12 octobre 1839, Besançon). Ensemble, ils ont 5 enfants :
  - Marie Jenny Alexandrine, dite « Rogersine » (8 novembre 1822, 32 rue de Rivoli, Paris Ier - 12 juin 1870, 84 bd Malesherbes, Paris), mariée le 15 novembre 1840 à Bessières (Haute-Garonne), avec Justin Soleille[17] (21 août 1807 - 16 décembre 1873), (X1825), général de division d'artillerie, président du Comité d'artillerie (1869), commandant en chef de l'artillerie de l'armée du Rhin (1870), dont postérité; exemples :  Hubert de Watrigant, Sébastien Soleille (X1995), Bruno Patier (X2008);
  - Henri Louis Antoine "Ernest" (20 janvier 1825, Paris 1e -  24 décembre 1825,  Paris 1e)
  - "Julie" Cécile Thérèse (1er décembre 1826, Londres  - 6 mai 1898, Paris 16e), mariée le 7 avril 1853, Paris 1e avec Estève Boissonnet (19 juin 1811, 39 rue de l'Université, Paris - 22 février 1902, 11 avenue d'Eylau, Paris), baron Estève Boissonnet (1869), (X1830), général de division d'artillerie, grand officier de la Légion d'honneur, gardien d'Abd el-Kader lors de sa détention en France. Seule la dernière des 3 filles, Alice Boissonnet (1857-1932), mariée en septembre 1881 avec Henri de Lassus Saint-Geniès (1851-1896) eut postérité; exemples : François de Lassus Saint-Geniès, Étienne de Lassus Saint-Geniès, Dysmas de Lassus, Henri de La Hougue, prêtre de la Cie de St-Sulpice;
  - Ernest-Louis-Charles (8 novembre 1828 - Paris 1e - 27 octobre 1904), « baron » (titre de courtoisie du vivant de son père), puis vicomte de La Hitte, polytechnicien (X1848), général de division d'artillerie, inspecteur général des armées, marié le 29 avril 1863 à Mahéru (Orne), avec Caroline-Marie-Louise, dite « Françoise » (11 juin 1841 - 30 janvier 1930), fille de Raymond Louis Férault, marquis de Falandre, dont :
    - "Ernest" Marie Charles (1er mars 1864 - 1942), marié le 25 avril 1906 avec sa cousine Marie-Louise Férault de Falandre (1872-1942), dont :
      - "Ernest" Marie Henri François (1907-1987), ingénieur ECP, marié le 22 juin 1934 avec Colette Bureau (1908-1993), dont postérité;
      - Marguerite (1908 - 1992), mariée le 24 mai 1938 avec le baron Robert Decouz (1904-1976) dont postérité;
      - Paul (1909 - 1983), officier général, commandeur de la Légion d'honneur, auteur d'une plaquette sur son arrière-grand-père le Lieutenant-général de La Hitte, marié le 3 octobre 1933 avec Georgine Van Crombrugghe (1914-2005) dont postérité;
      - Henry (1911 - 1993), marié en 1946 avec Cécile Beaulaton (1920-2002) dont postérité;

    - Raymond (1866 - 1948), marié le 19 mai 1930 avec Madeleine de Bertier de Sauvigny;

  - Jeanne "Hermine" Marie (8 janvier 1830,  Paris 1e - 26 novembre 1865, Paris 9e).

La descendance du vicomte de La Hitte compte parmi les familles subsistantes de la noblesse française.